# 棉花冰川
77°7′S 161°40′E / 77.117°S 161.667°E
棉花冰川是南極洲的冰川，位於維多利亞地的斯科特海岸，全長20公里，由羅伯特·斯科特率領的英國探險隊發現，現時由南極條約體系管理。